# 제모

해부학적으로 전형적인 여성과 남성의 주요 및 사소한(더 밝은 색상) 체모 성장 부위를 앞에서 본 모습.

제모(除毛)는 동물, 특히 사람의 몸으로부터 털을 제거하는 행위를 뜻한다.
제모는 거의 모든 인간의 문화에서 수세기 동안 쓰여온 방법이다. 이 방식들은 시간과 지역에 따라 다양하지만 면도질이 가장 흔한 방식이다.

## 종류
- 데필레이션(Depilation): 피부 표면 위의 털의 일부에 영향을 미친다. 가장 흔한 형식의 제모는 면도이다. 잘 알려진 다른 방법은 털에 힘을 주는 단백질로 이어진 디설피드결합을 끊는 제모제를 사용하여 머털을 분해하는 것이다.

- 에필레이션(Epilation)은 피부 아래 부분을 포함하여 모든 털을 없애는 것이며 오랫동안 지속한다. 몇몇 사람들은 왁싱, 레이저, 전기 분해 등을 사용한다. 털은 또한 가끔 핀셋으로 뽑기도 한다.

## 방법
- 면도
- 왁싱
- 레이저
- 전기 분해
- 핀셋

## 같이 보기
- 면도